# Lilla Nadden
Lilla Nadden är en sjö i Surahammars kommun i Västmanland och ingår i Norrströms huvudavrinningsområde. Sjön har en area på 0,963 kvadratkilometer och ligger 70,1 meter över havet.

## Delavrinningsområde
Lilla Nadden ingår i det delavrinningsområde (663070-152250) som SMHI kallar för Utloppet av Lilla Nadden. Medelhöjden är 84 meter över havet och ytan är 26,6 kvadratkilometer. Räknas de 136 avrinningsområdena uppströms in blir den ackumulerade arean 2 845,77 kvadratkilometer. Kolbäcksån som avvattnar avrinningsområdet har biflödesordning 3, vilket innebär att vattnet flödar genom totalt 3 vattendrag innan det når havet efter 171 kilometer. Avrinningsområdet består mestadels av skog (71 procent). Avrinningsområdet har 1,08 kvadratkilometer vattenytor vilket ger det en sjöprocent på 4,1 procent. Bebyggelsen i området täcker en yta av 0,89 kvadratkilometer eller 3 procent av avrinningsområdet.